# Live from Faraway Stables
Live from Faraway Stables är ett livealbum och DVD av den australiensiska rock bandet Silverchair.

## Låtlista
"Act 1" - Disc 1 (audio CD)/Disc 3 (DVD)
1. "Overture" - 1:32
2. "After All These Years" - 4:33
3. "World Upon Your Shoulders" - 5:14
4. "Tuna in the Brine" - 5:27
5. "Luv Your Life" 4:44
6. "Paint Pastel Princess" - 4:36
7. "Petrol & Chlorine" - 5:07
8. "Across the Night" - 5:25
9. "Ana's Song (Open Fire)" - 4:33
10. "Miss You Love" - 4:10
11. "Steam Will Rise" - 9:26

"Act 2" - Disc 2 (audio CD)/Disc 4 (DVD)
1. "Overture" - 0:55
2. "Emotion Sickness" - 9:30
3. "Without You" - 4:11
4. "Israel's Son" - 7:32
5. "Black Tangled Heart" - 4:25
6. "Do You Feel the Same?" - 4:32
7. "The Greatest View" - 5:08
8. "The Door" - 5:45
9. "Freak" - 5:12
10. "Anthem for the Year 2000" - 6:01
11. "One Way Mule" - 6:21
12. "Asylum" - 5:22
13. "The Lever" - 13:43

Bonus material (DVD)
- "Emotion Sickness" (Live in Sao Paulo)
- An Insight into Production
- Behind the scenes
- Photo gallery
- Sound Dolby Digital 5.1